# Cratere Amphion
Amphion è un cratere sulla superficie di Febe.